# Stargard, Polen
För staden i Pommerns vojvodskap, se Starogard Gdański. För andra betydelser, se Stargard.
Stargard, tidigare kallat Stargard Szczeciński [ˈstarɡart ʃʧɛˈʨiɲski] (tyska: Stargard in Pommern) är en stad i nordvästra Polen och huvudort i distriktet Powiat stargardzki i Västpommerns vojvodskap. Staden ligger 32 km öster om Szczecin vid floden Ina.  
Staden har 69 724 invånare (2012) och är administrativt en självständig stadskommun. Den omgivande landskommunen med samma namn, Gmina Stargard, är en separat administrativ enhet som administreras från staden, och har 12 380 invånare.

## Historia

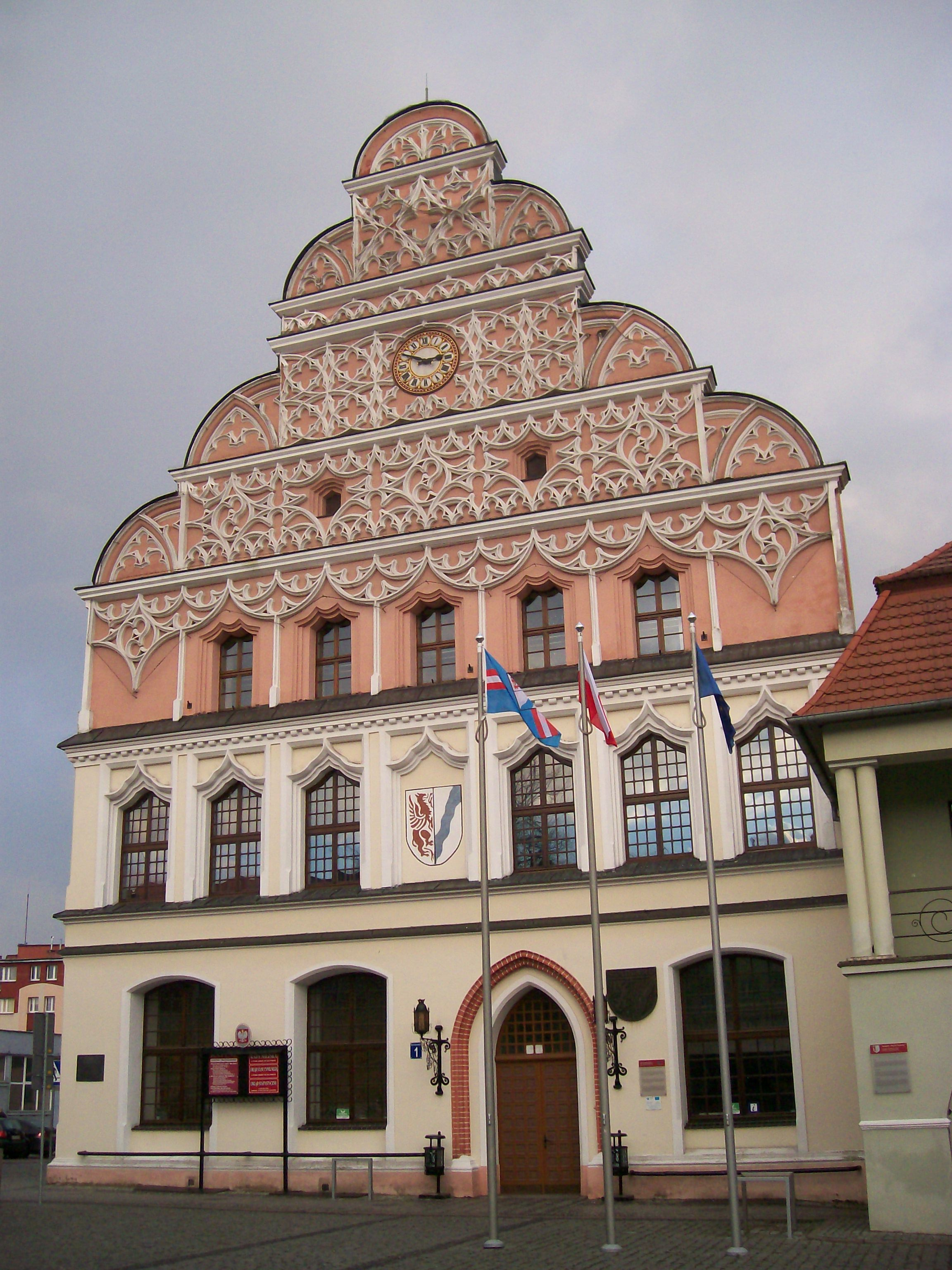
Rådhuset i gamla staden.

Staden är en av de äldsta i Pommern och omnämns redan 1140 som castrum Stargord, västslaviska Stari Gord, "gamla staden" eller "gamla borgen". Den exakta platsen för den ursprungliga slaviska borgen är inte känd, men strax söder om stadens nuvarande centrum låg bosättningen Osetno under 700-talet. Vid den nuvarande staden grundades en ny bosättning av tyska bosättare, som försåg staden med en stadsmur omkring 1229. Staden erhöll stadsrättigheter av hertigen Barnim I av Pommern mellan 1243 och 1253, enligt Magdeburgrätten. Barnims son, hertigen Bogislav IV gav staden rätt till tullfrihet från Ina till Östersjön. Vid Pommerns delning 1295 tillföll staden Pommern-Wolgast, men kom senare under 1300-talet under Pommern-Stettin. Staden blev hansestad 1363.
I början av 1400-talet var staden under Bogislav VIII av Pommern och hans son Bogislav IX huvudstad och residensstad för hertigdömet Pommern-Stolp. Staden belägrades gång på gång under medeltiden och under trettioåriga kriget. Staden blev under 1600-talet huvudstad för Hinterpommern under de brandenburgska kurfurstarna, men drabbades ekonomiskt av de svenska tullarna vid Inas mynning i Oder. Omkring 1670 slog sig franska hugenotter ner i staden, och till följd av befolkningstillväxten uppstod stadsdelarna Friedrich-Wilhelm-, Luise- och Jobstvorstadt utanför den medeltida stadskärnan. När preussiska Pommerns huvudstad flyttades till Stettin efter att denna stad blivit preussisk 1720 förlorade Stargard i betydelse, trots avskaffandet av den svenska tullen.
Staden anslöts till järnvägen mellan Stettin och Posen 1846. På grund av stadens industrialisering och snabba tillväxt revs stora delar av stadens befästningar 1869.
Under preussiskt styre tillhörde staden regeringsområdet Stettin i provinsen Pommern och hade 27 551 invånare 1910. Efter första världskriget och Versaillesfreden kom många tysktalande flyktingar till staden från Västpreussen och Posen.
I andra världskriget förstördes 70 procent av staden i bombanfall mellan 1 och 3 mars 1945. Den 4 mars intogs staden av Röda armén. Efter Tysklands nederlag i andra världskriget 1945 hamnade orten öster om Oder-Neisse-linjen och tillföll Polen enligt Potsdamöverenskommelsen, varpå den kvarvarande tyska befolkningen flydde eller fördrevs. Staden återbefolkades av flyktingar från andra delar av Polen och från de sovjetiska områdena öster om Curzonlinjen. Under efterkrigstiden rekonstruerades vissa av stadens historiska landmärken, bland annat rådhuset.

## Geografi
Staden ligger i ett jordbruksslättland, med stadens centrum på västra stranden av floden Ina i det historiska landskapet Hinterpommern. Tio km väster om staden ligger den stora sjön Miedwie i centrum av ett större sjölandskap. Vojvodskapets huvudort och största stad, Szczecin, ligger 32 km väster om staden. 
Staden ligger på den 15:e längdgraden och har därför samma soltid som Centraleuropeisk tid (CET), det vill säga, solen står som högst på dagen exakt klockan 12 lokal normaltid.

### Administrativ indelning
Staden indelas i följande stadsdelar (tyska namn inom parentes):
- Stare Miasto (Altstadt), gamla staden
- Burzykowo (Buslar)
- Giżynek (Giesenfelde)
- Kluczewo (Klützow)
- Mokrzyca (Neu York)
- Mroczeń (Neu Mexico)
- Osetno (Stuthof)
- Przedmieście Barnimowskie (Louisen Bez.)
- Przedmieście Poznańskie (Friedrich Wilhelm Bez.)
- Przedmieście Szczecińskie (Stettiner Vorstadt)
- Pszczelnik (Lindenhof)
- Słotnica (Schlötenitz)
- Zarzecze
- Żródelnia

## Kommunikationer

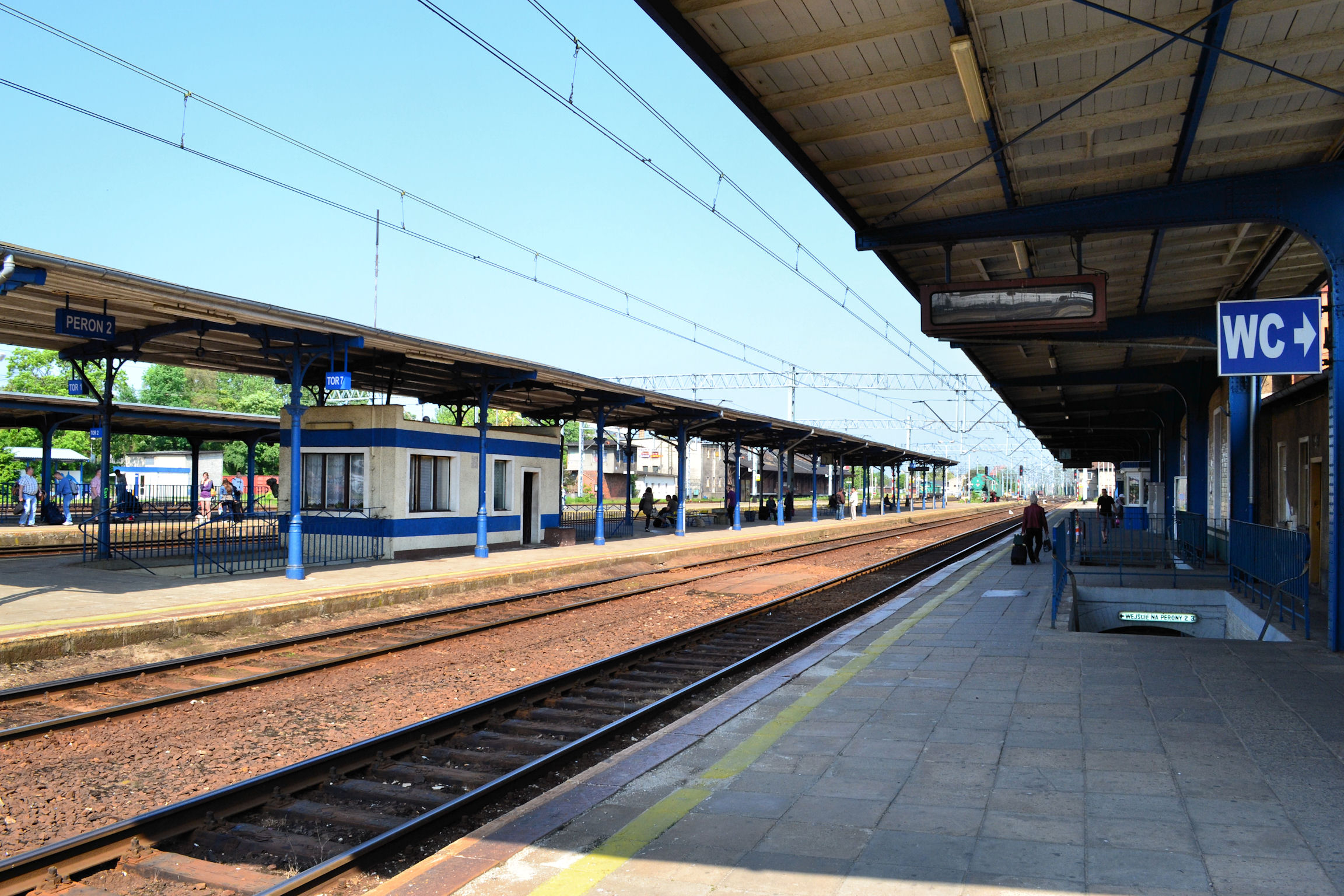
Järnvägsstationen

De nationella landsvägarna DK 10 (Lubieszyn - Płońsk) och DK 20 (Stargard - Gdynia) passerar genom staden. 
Staden är en viktig järnvägsknut, och har en järnvägsstation som är ansluten till stambanorna Poznań–Szczecin och Stargard–Gdańsk, samt till de regionala linjerna Stargard - Pyrzyce och Stargard - Ulikowo - Piła.
Närmaste flygplats är Szczecin-Golenióws flygplats som ligger utanför Goleniów 35 km norrut. De närmaste större internationella flygplatserna ligger i Poznań och Berlin.

## Kända stadsbor
- Arkadiusz Bąk (född 1974), polsk fotbollsspelare.
- Claus Biederstaedt (född 1928), tysk skådespelare.
- Werner von Blomberg (1878-1946), tysk fältmarskalk, överbefälhavare för Wehrmacht 1935-1938.
- Wilhelm von Boddien (född 1942), affärsman och ledare för stiftelsen för återuppbyggnaden av Berlins stadsslott.
- Karl August Ferdinand von Borcke, (1776-1830), preussisk general.
- Johannes Gottlieb de Bøtticher (1677-1762), tysk-dansk läkare.
- Paweł Czapiewski (född 1978), polsk friidrottare, medeldistanslöpare.
- Paul Gerber (1854-1909), tysk fysiker.
- Przemysław Gintrowski (1951-2012), polsk kompositör och sångförfattare.
- Ludwig Hain (1781-1836), bibliografisk författare.
- Ernst Kuhlo, (1843-1923), elektrotekniker.
- Oscar Levy (1867-1946), läkare, filosof och författare.
- Hans Lewerenz (1915-2006), konstnär.
- Hans-Joachim von Merkatz (1905-1982), tysk konservativ politiker för CDU och minister.
- Anna Nowakowska (född 1980), polsk volleybollspelare.
- Sławomir Preiss (född 1952), polsk politiker (Medborgarplattformen).
- Karl Otto von Raumer (1805-1859), preussisk politiker.
- Carlo von Tiedemann (född 1943), tysk skådespelare och TV-programledare.
- Hasso von Wedel (1898-1961), tysk officer.